# Permafrostgrenze
Eine Permafrostgrenze (gelegentlich auch Dauerfrostbodengrenze) ist eine geografische Grenzlinie des Vorkommens von Permafrost. Diese Grenze besteht prinzipiell auf beiden Erdhalbkugeln um die Pole sowie als Höhengrenze in zahlreichen Hochgebirgen der Erde. Im südpolaren Bereich verläuft die Grenze derzeit zum größten Teil im Ozean. Die zu beobachtende Verschiebung der Permafrostgrenze in Richtung Pol, bzw. in Richtung größerer Höhen im Gebirge, wird mit dem Klimawandel in Verbindung gebracht. 
Die Erforschung der Permafrostgrenze ist Teilgebiet der Polarforschung.